# 大久保初男
大久保 初男（おおくぼ はつお、1955年2月26日 - ）は、日本の陸上競技選手。専門は長距離。元仙台大学助教授。

## 来歴・人物
宮城県柴田町出身。東北高等学校卒業。大東文化大学時代に箱根駅伝で大活躍。とりわけ山登りの技術に長け、5区で4年連続区間賞を獲得するという金字塔を打ち立てた。山登りの名人との異名をとった。いわゆる「山の大東」を象徴する野武士の一人。
スポーツライターの生島淳は今井正人以前の「元祖・山の神」は大久保であると言及している。
大学卒業後は大昭和製紙に奉職。仙台大学助教授などを歴任し、仙台大学陸上競技部監督も務めた。
長男の大久保陸人も陸上選手で、2015年に父と同様、大東文化大学に入学。
日本テレビが生中継を始めた1987年から1994年までの間、テレビ解説者を務めていた。

## 関連人物
- 只隈伸也
- 奈良修
- 大東文化大学の人物一覧